# Dolores Sancho
Dolores Sancho Silvestre (Real Villa de El Escorial, 1945) es una jurista y activista feminista española reconocida por su lucha contra la corrupción en su entorno laboral desde los años 80.

## Trayectoria
Sancho forma parte del sindicato Comisiones Obreras (CC.OO.), al igual que su marido, el también activista Pedro Patiño, a quien conoció durante el exilio en París en 1966. Algún tiempo después y junto con sus dos hijos, se trasladaron a Getafe (Madrid) donde finalmente se establecieron. En 1971, Pedro Patiño fue asesinado por la Guardia Civil a los 33 años, mientras repartía propaganda sindicalista en las obras de construcción en el primer día de una huelga clandestina del sector de la construcción en Madrid. Con su empeño personal, apoyada por el abogado Jaime Miralles y con el apoyo de CCOO, Sancho no cejó en denunciar el asesinato.
En 1986, mientras estudiaba cuarto curso de Derecho en la Universidad Nacional de Educación a Distancia (UNED), inició su lucha contra la corrupción. Trabajando en el Juzgado de Instancia número 7 de Madrid, detectó la existencia de sobornos y "gratificaciones" en su entorno laboral. Por este motivo, denunció al procurador José Pedro Vila Rodríguez para quien el fiscal solicitó 30.000 pesetas de multa como presunto autor de un delito de cohecho.
Sancho es licenciada en Derecho por la UNED y funcionaria de carrera del Cuerpo de Gestión de la Administración de Justicia. En el terreno personal, destaca su estrecha amistad con Manuela Carmena, alcaldesa del Ayuntamiento de Madrid de 2015 a 2019 a quien conoció compartiendo trabajo en el despacho de abogados de Atocha en los años 70, donde el 24 de enero de 1977 fueron asesinados cuatro letrados por extremistas de derechas. De 2015 a 2019, trabajó en el Ayuntamiento de Madrid como asesora de Marta Higueras, primera Teniente Alcalde del Ayuntamiento de Madrid, en el puesto de asesora de la Concejalía de Equidad, Derechos Sociales y Empleo. Sancho es considerada como una de las personas de confianza de Carmena, y en septiembre de 2016 fue la encargada de conciliar y resolver el conflicto con un grupo de neonazis, que acamparon durante tres días a las puertas del Ayuntamiento de Madrid.